# HC Slovan Bratislava
HC Slovan Bratislava é um clube de hóquei no gelo profissional eslovaco sediado em Bratislava. Eles são membros da Liga Continental de Hockey.

## História
Fundando originariamente em 1921, dois anos depois da franquia ser iniciada, em 1919, foi criada a seção de hóquei no gelo. Disputaram a liga checoslovaca e liga eslovaca, antes de adentrar na KHL.
pelo projeto de expansão em 2012. São membros da Liga Continental de Hockey desde a temporada 2012-2013.